# آب‌انبار بازار هرند
آب‌انبار بازار هرند مربوط به دوره قاجار است و در شهر هرند، چهار راه شهید امینی، خیابان امامزاده اسحاق، بازار هرند واقع شده و این اثر در تاریخ ۲۲ مرداد ۱۳۸۴ با شمارهٔ ثبت ۱۲۹۹۶ به‌عنوان یکی از آثار ملی ایران به ثبت رسیده است.